# Stjepan Anžuvinac
Stjepan Anžuvinac (26. prosinca 1332. – 9. kolovoza 1354.), ugarski kraljević iz dinastije Anžuvinaca, koji je obnašao časti i dužnosti erdeljskog vojvode (1350. – 1354.) i hrvatskog hercega (1351. – 1354.).
Bio je sin napuljskog kraljevića i hrvatsko-ugarskoga kralja Karla I. Roberta (1301. – 1342.) i njegove treće supruge, kraljica Elizabete Poljske. Njegov stariji brat Ludovik postao je novi kralj nakon očeve smrti 1342. godine, a mlađi sin Andrija je udajom za rođakinju Ivanu, postao knezom Kalabrije. Andrijinim umorstvom 1345. godine i smrću njegova sina i nasljednika Karla Martela, Stjepan je ostao jedini muški nasljednik dinastije te ga je brat, Ludovik I. Veliki (1342. – 1382.) imenovao prijestolonasljednikom, erdeljskim vojvodom i hercegom Hrvatske, Dalmacije i Slavonije.
Godine 1350. oženio se Margaretom Bavarskom, s kojom je imao dvoje djece:
- Elizabeta (1352. - prije 1380.) - supruga tarantskog princa Filipa II. Anžuvinca
- Ivan (1354. – 1363.) - nasljednik hrvatsko-ugarskog prijestolja, erdeljski vojvoda i hrvatski herceg